# Gavin Mannion
Gavin Mannion (Dedham, 24 agosto 1991) è un ex ciclista su strada statunitense, fu attivo a livello UCI dal 2010 al 2022, ha vinto la Colorado Classic 2018.

## Palmarès

### Strada
- 2009 (Juniores)

4ª tappa Tour of the Red River Gorge (Lexing > Lexing)
- 2018 (UnitedHealthcare Pro Cycling Team, tre vittorie)

5ª tappa Tour of the Gila (Silver City > Pinos Altos)
2ª tappa Colorado Classic (Vail > Vail, cronometro)
Classifica generale Colorado Classic
- 2020 (Rally Cycling, due vittorie)

4ª tappa Tour de Savoie Mont-Blanc (Aix-les-Bains > Notre-Dame-du-Pré)
5ª tappa Tour de Savoie Mont-Blanc (Aix-les-Bains > Mont Revard, cronometro)

#### Altri successi
- 2018 (UnitedHealthcare Pro Cycling Team)

Classifica generale UCI America Tour

## Piazzamenti

### Competizioni mondiali
- Campionati del mondo su strada

Mosca 2009 - In linea Junior: ritirato
Copenaghen 2011 - In linea Under-23: 93º
Valkenburg 2012 - In linea Under-23: 49º
Toscana 2013 - In linea Under-23: ritirato
Richmond 2015 - Cronosquadre: 20º
- Campionati del mondo di ciclocross

Treviso 2008 - Juniores: 32°
Hoogerheide 2009 - Juniores: 30°